# Minería en Panamá
La industria minera de Panamá representó aproximadamente el 1% del PIB del país en 2006. Esto no incluye la fabricación de materias primas, como cemento o productos de refinería de petróleo.

## Producción y exploración
La provincia de Veraguas, desde la época de la colonización española en el siglo XVI, ha sido muy atractiva para los mineros. Durante este período, se llevaron a cabo varias operaciones mineras en la provincia para extraer oro. La mina de oro Remance en Veraguas operaba desde 1897, exportando oro a Inglaterra.
Desde la década de 1960, varios gobiernos panameños, generalmente sucesivos, han impulsado gradualmente la introducción de la minería y las industrias extractivas en Panamá y las han posicionado como los principales motores del crecimiento económico y la actividad económica del país, particularmente en el interior del país, apoyando la transición de Panamá desde un modelo económico basado en el tránsito transitismo, basado en el Canal de Panamá y su ubicación estratégica en el continente americano hacia una economía extractivista que permitiría al gobierno endeudarse más y evitar reformas tributarias que podrían evitarse con un mayor PIB proveniente de la minería. Este impulso también se ha visto impulsado por la percepción de falta de fuentes alternativas de ingresos y crecimiento económico, especialmente fuera de las áreas alrededor del Canal de Panamá. Esta economía o modelo económico extractivista incluye no solo la minería, sino también otras actividades del sector primario, como la agricultura.
Tres minas en Panamá han sido abandonadas y clausuradas indebidamente: Remance en 1998, Santa Rosa/Cañazas en 1999 y Petaquilla Gold/Molejón, lo que ha generado desconfianza entre muchos panameños hacia la minería. Remance inaugurado en 1990, utilizaba un proceso de cianuración del oro y fue objeto de un estudio realizado por la Universidad Tecnológica de Panamá el cual determinó que el sitio estaba fuertemente contaminado y presentaba un riesgo para la salud humana incluyendo el riesgo de causar cáncer debido al aumento de los niveles de arsénico. Además, presenta niveles de arsénico en su suelo que superan a los de la literatura.  Petaquilla Gold, ubicada cerca de la mina Cobre Panamá, fue abandonada en 2014 y empleó un proceso de cianuración de oro con contenedores de polvo de cianuro sin usar aún en el sitio y con tanques utilizados para diluir el cianuro expuestos a la intemperie, llenos de agua de lluvia y con fugas. Santa Rosa que abrió en 1995 utilizaba un proceso de cianuración de oro y fue abandonada debido a problemas económicos causados por una caída en los precios del oro a finales de los 90 y también cerro por fuertes lluvias que también provocaron el colapso de una presa de relaves que contenía cianuro, la cual era utilizada en el proceso de cianuración de oro, lo que causó un desastre ambiental, matando peces en un radio de 10 kilómetros del sitio de la mina. Remance fue cerrado debido a una caída de los precios del oro en 1999. La minería en Panamá ha sido criticada debido a la percepción de una distribución desigual de la riqueza de minas además de preocupación por potenciales efectos ambientales. Petaquilla Gold inició operaciones en 2009 antes de su cierre en 2014.
Cobre Panamá es la mina a cielo abierto más grande de Centroamérica. El proceso de exploración de la mina se inició durante la presidencia de Guillermo Endara, quien asumió el cargo el 20 de diciembre de 1989 como el primer presidente de Panamá electo desde Arnulfo Arias en 1968. El contrato minero original fue otorgado a Petaquilla Gold, S.A. mediante la Ley 9, aprobado el 26 de febrero de 1997 por la Asamblea Nacional durante la presidencia de Ernesto Pérez Balladares.
Minera Petaquilla S.A. fue una empresa conjunta entre Petaquilla Minerals Ltd. de Canadá (52%) e Inmet Mining Corp., también de Canadá (48%). Minera Petaquilla se constituyó en 1997 para explorar y desarrollar el yacimiento de pórfido de cobre y oro Cerro Petaquilla y otros depósitos de minerales metálicos dentro de la propiedad Ley Petaquilla, una extensa área de concesión que se extiende al sur de la costa caribeña, aproximadamente 100 kilómetros al oeste del Canal de Panamá. Teck Cominco Ltd. de Canadá tenía un contrato de opción para adquirir una participación del 50% en Petaquilla Minerals (26% en Minera Petaquilla) si continuaba financiando la totalidad de la participación de Petaquilla Minerals (52%) en los costos de exploración y desarrollo del proyecto cuprífero Cerro Petaquilla; se esperaba que Inmet financiara el 48% restante de los gastos totales del proyecto. Sin embargo, a finales de 2006, Inmet y Petaquilla Minerals seguían acordando extender la opción de Teck Cominco hasta que se alcanzara la producción o hasta que las tres compañías acordaran la terminación del proyecto, y prácticamente no se realizó inversión en el proyecto cuprífero durante el año. El nuevo plazo para el compromiso de Teck Cominco vencía el 30 de marzo de 2008.
Global Energy Development PLC (Harken Energy Corp. de Southlake, Texas, 34%, y otros accionistas privados, 66%) del Reino Unido seguían negociando contratos de exploración con el Ministerio de Comercio e Industrias de la República de Panamá hasta finales de 2006.
Petaquilla Minerals adquirió el 100% de la propiedad del yacimiento de oro epitermal Molejón en la propiedad Ley Petaquilla en Panamá, donde la compañía concentró casi toda su inversión durante el año a través de su nueva filial de propiedades auríferas, Petaquilla Gold S.A. Inmet y Teck Cominco conservaron únicamente los derechos de regalías (con tasas por determinar) sobre cualquier producción eventual de los yacimientos de oro ubicados dentro de la propiedad Ley Petaquilla. Para 2008, Petaquilla Minerals esperaba alcanzar su primera producción de oro en Molejón.
Se esperaba que la producción de áridos, cemento y otros materiales de construcción aumentara en 2006 en comparación con 2005. Esto se debió principalmente a la aprobación pública, el 22 de octubre de 2006, para el inicio de la ampliación del Canal de Panamá durante el segundo semestre de 2007. Se esperaba que este proyecto de construcción fuera lo suficientemente grande como para que las empresas mineras del sector de materiales de construcción en Panamá, otros países de Centroamérica y la vecina Colombia aumentaran la producción y firmaran contratos con la Autoridad del Canal de Panamá para el suministro de materiales minerales para la ampliación del canal.
El gran proyecto Cerro Colorado es propiedad del gobierno. Otros lugares de exploración son Cerro Quema (oro) y Cerro Chorcha (cobre).
Con Cobre Panamá, Cerro Colorado y Cerro Chorcha, Panamá tiene una de las mayores concentraciones de cobre por área en hectárea del mundo.
Los ingresos de First Quantum en 2022 de la mina Cobre Panamá fueron de 2959 millones de dólares estadounidenses, lo que la convierte en la mina más grande y productiva de la compañía y representa casi la mitad de sus ingresos. Según un estudio no público de Indesa, la mina pagó 443 millones de dólares en salarios anualmente, y entregaba 200 millones anuales a la Caja de Seguro Social de Panamá como pagos de pensiones de sus trabajadores, suficiente para un mes de operación de su programa de Invalidez y Muerte. Estas mediciones se realizaron antes de que se promulgara la Ley 406 en octubre de 2023, que proponía un pago mínimo de 375 millones de dólares en regalías al gobierno anualmente, dependiendo de los ingresos de la mina. Además, según la Corte Suprema de Panamá en su fallo de inconstitucionalidad de la Ley 406 negociada con First Quantum, esta no necesariamente garantiza amplios beneficios económicos para la estado panameño. La mina representó 2514 millones de dólares o el 4,5% del PIB de Panamá, lo que esta cerca de los ingresos de la mina en 2022. Los principales destinos de exportación y principales clientes de la mina estaban ubicados en China y Japón. La mina no tenía clientes panameños o latinoamericanos importantes, por lo que casi toda su producción se exportaba. Durante las visitas a las aldeas cercanas a la mina, hubo una atmósfera de rechazo contra la mina. Hay otros que se han beneficiado de la mina al establecer empresas proveedoras para la mina.

## Acuerdos internacionales
Panamá forma parte del Pacto de San José, que le permite recibir petróleo crudo en condiciones y precios preferenciales de México y Venezuela. Venezuela también proporciona envíos adicionales de petróleo crudo a Panamá según los términos del Acuerdo Energético de Caracas. Panamá no forma parte del CAFTATA-DR y seguía negociando un tratado de libre comercio bilateral por separado con Estados Unidos hasta finales de 2006.